# 克拉斯湖
53°21′14″N 12°43′36″E / 53.35397°N 12.72675°E
克拉斯湖（德語：Claassee），是德國的湖泊，位於該國東北部，由梅克倫堡-前波美拉尼亞州負責管轄，處於梅克倫堡湖區縣，長0.7公里、寬0.2公里，面積0.11平方公里，海拔高度62米。